# GAMERA1999
『GAMERA1999』（ガメラいちきゅうきゅうきゅう）は、1999年に庵野秀明が総監督を務めて制作されたドキュメンタリー作品で、同年に公開された映画『ガメラ3 邪神覚醒』のメイキングビデオである。
1999年2月20日にメディアファクトリーからオリジナルビデオとしてリリースされた。

## 概要
『ガメラ3 邪神覚醒』の制作現場に初期から密着したドキュメンタリー作品である。
映画封切り前に公開されるメイキングビデオは宣伝プロモーションに配慮した構成となっているのに反し、この作品では金子修介監督と樋口真嗣特技監督の不仲や、プロデューサーの苦悩を赤裸々に描いている。全編が民生用のDVによって撮影されているため画質は悪く、カット割りが細かく変則的なカメラアングルが多い、ナレーションやテロップもほとんど挿入されていない。収録内容が特撮シーンに偏っており、人物シーンはごくわずかというメイキングビデオとしては異質な作品となっている。
一応は時系列に沿って進行しているが、コラージュ的な編集のため見やすく作られてはいない。また収録時間も2時間程度もあり、この種の作品としては異常に長い。
題名の「GAMERA1999」とは『ガメラ3』の仮題である。
大映による作品全体のメイキング映像は1999年発売の完全版LD-BOXに収録されている。

## 内容について
当作品は、映画の撮影がどのように行われたか、という純粋なメイキングの部分以外に、「本編監督と特撮監督の意見の相違」「本編監督及び特撮監督とプロデューサーの意見の相違」「映画の完成が遅延することに対するプロデューサー側と製作スタッフの衝突」「予算上の問題に頭を悩ませるプロデューサーと制作スタッフの軋轢」といった、通常は表立って語られることのない部分が大幅に時間を割いて描写されている。
公平な立場から撮影、構成されているとは言い難い部分があり、金子修介は「南里幸プロデューサーが『草薙浅黄が登場することに関する反論』で金子を論破できなかったために、庵野秀明を利用して作った嫌がらせである」との見解を示している。
撮影時には特撮助監督（後に特撮監督）の神谷誠が、作品の製作に関しての問題点をカメラにむかって赤裸々に語っていたという。しかし、ビデオの監督を務めた摩砂雪のミスにより撮影は失敗したとされ、完成した映像では神谷が「もうしゃべんねーぞ」と叫ぶ姿のみ収録されている。
摩砂雪はこの作品をメイキングではなく、ドキュメンタリーとして製作しており、スキャンダラスな部分を意図的に演出している。しかし、公開前の宣伝用としての意味もあったため制限が多く、販売用は否定的な発言が大幅にカットされた。
後に、金子と神谷が組んだ『ゴジラ・モスラ・キングギドラ 大怪獣総攻撃』（2001年）では、神谷は金子の推薦により起用されたが、本ビデオでトラブルになっていたことは気にしていたという。東宝プロデューサーの富山省吾からは、神谷は特撮パートの撮影担当であって監督ではないという旨を告げられており、金子が画コンテを用意したが、最終的には金子の了承のもと樋口が手を加えている。

## 出演
南里幸、樋口真嗣、金子修介、神谷誠、伊藤和典、林由美香、大橋明、福沢博文、原口智生、土川勉、佐藤直樹、中山忍、前田愛、藤谷文子、手塚とおる

## スタッフ
- 総監督：庵野秀明
- 監督：摩砂雪
- 撮影：摩砂雪・庵野秀明・鶴巻和哉・大塚雅彦・南里幸・蔭山周
- 製作協力：岩井俊二、松尾スズキ、カンパニー松尾、平野勝之